# マリア・ヨーゼファ・フォン・バイエルン
マリア・ヨーゼファ・フォン・バイエルン（Maria Josepha Antonia Walburga Felizitas Regula von Bayern, 1739年5月30日 - 1767年5月28日）は、神聖ローマ皇帝ヨーゼフ2世の2度目の妃、皇后。

## 生涯
皇帝カール7世（バイエルン選帝侯カール・アルブレヒト）と皇后マリア・アマーリエの末子として、ミュンヘンで生まれた。
1765年1月、シェーンブルン宮殿で又従弟に当たるローマ王ヨーゼフと結婚した。その7か月後に舅フランツ1世が崩御したため、夫とともに戴冠し、皇后となった（実権は皇太后マリア・テレジアがウィーンの宮廷で掌握していた）。美男の夫を熱愛していたマリア・ヨーゼファだったが、ヨーゼフは最初の妻で美女だったイザベラを終生愛し続け、彼女には目もくれなかったため、結婚生活は不幸だった。肖像画からは想像できないが、ヨーゼフ2世は彼女のことを「背が低く太っている。歯並びはゾッとするほどで、全身が吹き出物でいっぱいだ」と記している。ヨーゼフの妹であるマリア・クリスティーナ大公女は、兄のヨーゼファに対する冷酷な仕打ちについて、「もし私が兄の妻だったら、絶対に耐えられない」と記している。
マリア・ヨーゼファは天然痘に罹患した。姑のマリア・テレジアは見舞いにいったが、ヨーゼフは気にもとめなかった。1767年5月に急逝したが、ヨーゼフはヨーゼファの葬式にも出席しなかった。亡骸はカプツィーナー霊廟に葬られた。ヨーゼフは再婚しないと宣言し、それを実行した。これにより、ハプスブルク家のヨーゼフに次ぐ後継者は、マリア・テレジアの次男であるトスカーナ大公レオポルトと目されるようになった。